# Solok Sipin
Solok Sipin is een bestuurslaag in het regentschap Jambi van de provincie Jambi, Indonesië. Solok Sipin telt 10.255 inwoners (volkstelling 2010).